# لينديتا إدريسي
لينديتا إدريسي (ولدت في 11 أبريل 1996) عارض أزياء ألبانية وحاملة لقب مسابقة ملكة جمال سابقة بعد تتويجها بمسابقة
ملكة جمال كون ألبانيا 2016 ومثلت ألبانيا في مسابقة ملكة جمال الكون 2016.

## روابط خارجية
- Official website نسخة محفوظة 4 ديسمبر 2016 على موقع واي باك مشين.

| الجوائز و الإنجازات | الجوائز و الإنجازات        | الجوائز و الإنجازات |
| ------------------- | -------------------------- | ------------------- |
| سبقه ميغي لوكا      | ملكة جمال كون ألبانيا 2016 | تبعه بليرتا ليكا    |